# IC 1520
IC 1520 هو اصطدام مجري، يقع في كوكبة قيطس، يقدر بعده عن مجرة درب التبانة بنحو 406 مليون سنة ضوئية ويقدر قطره بحوالي 80 ألف سنة ضوئية. اكتشف في 4 نوفمبر 1891 .

## روابط خارجية
- IC 1520 على موقع ويكي سكاي: DSS2, SDSS, GALEX, IRAS, Hydrogen α, X-Ray, Astrophoto, Sky Map, Articles and images